# Ewald Jauch
Ewald Jauch (Schwenningen (Baden-Württemberg, 23 d'abril del 1902 – executat el 8 d'octubre del 1946 a Hameln (Baixa Saxònia)) de professió mercader, va esdevenir un SS-Oberscharführer al Camp de concentració de Neuengamme i commandant de les extensions a Schandelah, Wedel i l'Escola del Bullenhuser Damm.
Va afiliar-se el 1932 al NSDAP i el 1934 a la SS. El 1940 va començar com a guardia i més tard com a relator al camp de Neuengamme. D'octubre a desembre 1944 va ser comandant de l'extensió del camp a Wedel. Vers la fi de l'any va esdevenir comandant de l'extensió al Bullenhuser Damm. A Neuengamme va robar objectes de valor i va assistir personalment a l'execució de molts presoners. Jauch, que era coix i marxava amb bastó va ser conegut com un funcionari molt bàrbar que sovint pegava els deportats amb el seu bastó fins que es trencava, com va testimoniejar un sobrevivent. Després de l'evacuació dels presoners vers Sandbostel l'11 d'abril 1945, ell i Johann Frahm van quedar-se a l'edifici abandonat, de la vigilància del qual eren responsables. La nit del 21 d'abril van acollir-hi un comboi amb els vint nens, víctimes dels experiments pseudo-mèdics del metge Kurt Heissmeyer, els seus cuidadors i uns 24 presoners soviètics, que havien de ser eliminats després d'un ordre de Berlín, per tal de fer desaparèixer tots els testimonis possibles de les atrocitats, davant la invasió imminent de les tropes aliades. Jauch va rebre l'ordre «d'eliminar el departament especials Heissmeyer» d'Arnold Strippel i va carregar Frahm d'executar-lo.
Després de la guerra va amagar-se a can ses pares a Schwenningen. Durant el seu judici a la casa Curio, un tribunal militar organitzat per l'exèrcit britànic que ocupava la zona, va invocar la seva coixesa per a pretendre que no havia pogut participar en la massacre i que no sabia el que va passar amb els nens després de portar-les al celler on es trobava Frahm, el seu subordinat, en un intent, típic de tots els còmplices de carregar els altres i negar qualsevol responsabilitat personal.
El 1946 va ser condemnat a mort a Hamburg i executat el 8 d'octubre a Hameln.